# Латорица
Латорица (укр. Латориця, слч. Latorica) је река у средњој Европи. Извире у Украјини, у Воловецком рејону, Закарпатска област, и даље пролази у Словачку.
Латорица пролази кроз украјинске градове Мукачево, Сваљава и Чоп. Река је дуга 191 km и има приток, реку Лаборец у Словачкој. Део Латорице у Словачкој је заштићено подручје (листу мочвара од међународног значаја, 44.05 km²) од 1993. Дужина реке у Украјини је око 157 km и у Словачкој око 32 km.